# Deisfeld

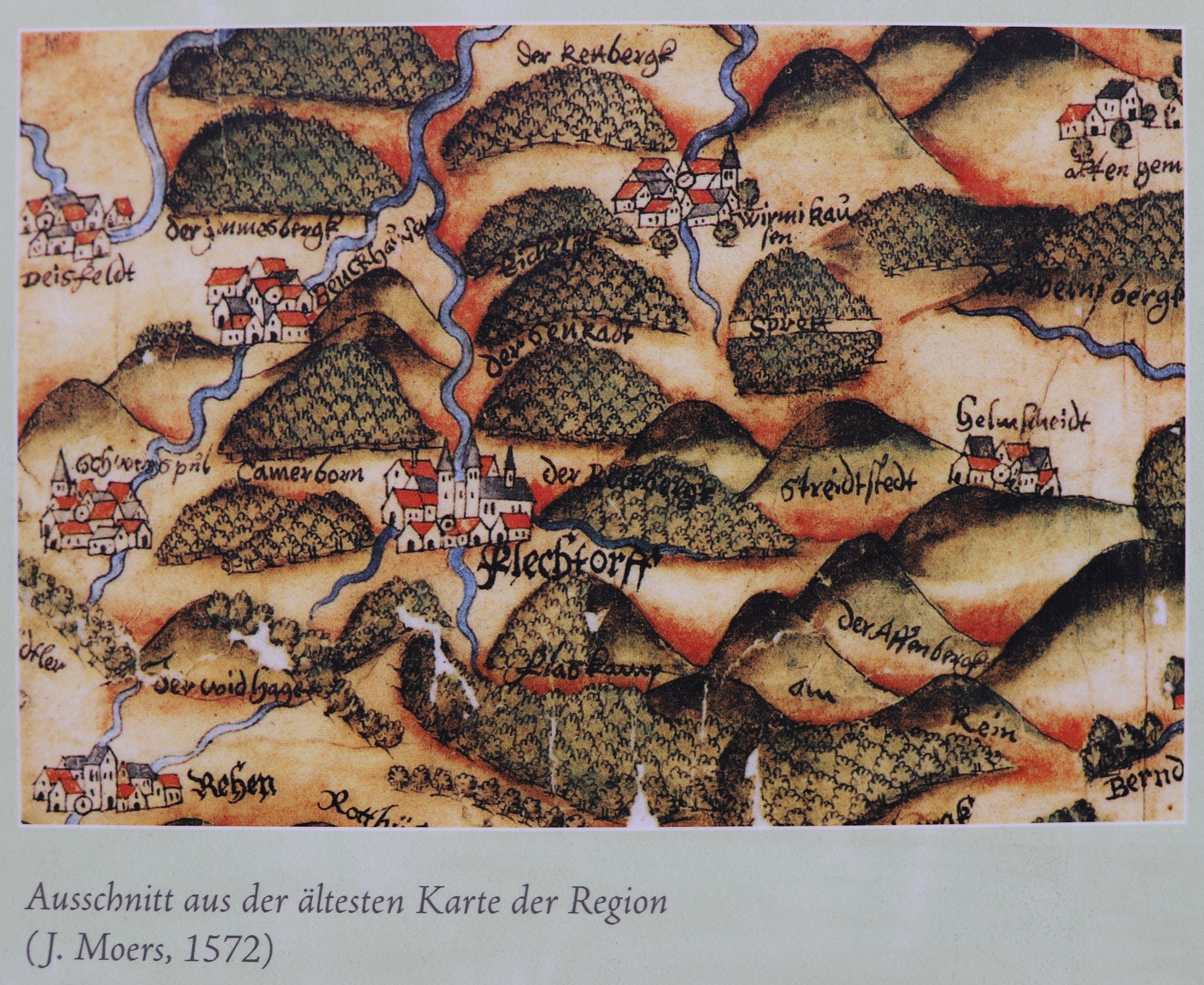
Lage von Deisfeld, Karte von 1572

Deisfeld ist der kleinste Ortsteil der Gemeinde Diemelsee im nordhessischen Landkreis Waldeck-Frankenberg.

## Geographische Lage
Deisfeld liegt im Naturpark Diemelsee unweit des Wintersportorts Willingen an der Mündung des kleinen Neerdarbachs in die Diemel. Zu den Bergen der nahen Umgebung gehört die Hohe Egge (604,9 m). Etwa 5 km nördlich befindet sich der Diemelsee. Die Landesstraße 3082 verläuft von Giebringhausen im Norden durch Deisfeld nach Eimelrod im Südwesten; von dieser Straße zweigt in der Ortschaft die Kreisstraße 64 nach Schweinsbühl im Ostsüdosten ab. Die Gemarkungsgröße des Ortes beträgt 388 Hektar. In dieser Gemarkung liegen die Siedlungsplätze: Waldhaus und Burg Deisfeld.

## Geschichte

### Ortsgeschichte
Die älteste bekannte schriftliche Erwähnung von Deisfeld erfolgte unter dem Namen disfelde wird in die Zeit 1332–1344 datiert.
Die bekannten historischen Erwähnungen finden sich in folgender Übersicht:
- disfelde, in (1332–1344) [Urkunden zur Geschichte der Fürstenthümer Waldeck und Pyrmont, bearb. von Louis Curtze, o. J., Exemplar in der Dienstbibliothek des Hessischen Staatsarchivs Marburg, S. 39–50, Nr. 31]
- Deysfelde, in (1379) [Kopiar HStAM Bestand 133 f Kloster Flechtdorf Nr. 7 / 25: 1379 Dez.13]
- Desfelde (1438) [HStAM Bestand Urk. 81 Nr. 52]
- Deeßfelde (1537) [HStAM Bestand 127 Nr. 3]
- Desfelt (1585) [Der ökonomische Staat 2, S. 84]
- Deisfeld (1733) [HStAD Bestand P 23 Nr. 56]

Der Ort war, zusammen mit den benachbarten Eimelrod und Hemmighausen, eine Exklave der Herrschaft Itter im Bereich der Grafschaft bzw. des Fürstentums Waldeck. Bis 1537 gehörte Deisfeld zum Gogericht Flechtdorf.  Nach dem Aussterben der Edelherren von Itter kam der Ort mit der gesamten Herrschaft Itter in den Besitz der Landgrafschaft Hessen und nach dem Dreißigjährigen Krieg an Hessen-Darmstadt, die 1806 zum Großherzogtum Hessen wurde. Dort lag es in dessen Provinz Oberhessen. Nach Auflösung der Ämter im Großherzogtum 1821 gehörte es zum Landratsbezirk Vöhl und zum Bezirk des Landgerichts Vöhl. Die Gemeinde gehörte zu den Landesteilen, die das Großherzogtum nach dem verlorenen Krieg von 1866 mit dem Friedensvertrag vom 3. September 1866 an Preußen abtreten musste. Dort wurde es dem Landkreis Frankenberg und dem Amtsgericht Vöhl zugeordnet.
Deisfeld gehört zum Kirchspiel Eimelrod. Im Jahre 1749 wurde die Auferstehungskapelle erbaut. Im Jahre 1880 wurde die Schule errichtet, die 1966 zu einem Bürgerhaus umgebaut wurde.
Hessische Gebietsreform (1970–1977)
Zum 31. Dezember 1971 entstand im Zuge der Gebietsreform in Hessen durch den freiwilligen Zusammenschluss der bis dahin selbständigen Gemeinden Adorf, Benkhausen, Deisfeld, Flechtdorf, Giebringhausen, Heringhausen, Ottlar, Rhenegge, Schweinsbühl, Stormbruch, Sudeck, Vasbeck und Wirmighausen die neue Gemeinde Diemelsee. Sitz der Gemeindeverwaltung wurde Adorf.
Für die ehemals selbständigen Gemeinden von Diemelsee wurden gemäß Hauptsatzung Ortsbezirke mit Ortsbeirat und Ortsvorsteher errichtet. Die Grenzen der Ortsbezirke folgen grundsätzlich den Gemarkungsgrenzen.

### Verwaltungsgeschichte im Überblick
Die folgende Liste zeigt die Staaten und Verwaltungseinheiten, denen Deisfeld angehört(e):
- vor 1356: Heiliges Römisches Reich, Herrschaft Itter
- 1356–1590: Heiliges Römisches Reich, Landesherrschaft strittig zwischen Landgrafschaft Hessen, Kurmainz und Grafschaft Waldeck, Herrschaft Itter
- ab 1590: Heiliges Römisches Reich, Landgrafschaft Hessen-Marburg, Herrschaft Itter
- 1604–1648: strittig zwischen Hessen-Kassel und Hessen-Darmstadt (Hessenkrieg)[11]
- ab 1604: Heiliges Römisches Reich, Landgrafschaft Hessen-Kassel, Amt Herrschaft Itter
- ab 1627: Heiliges Römisches Reich, Landgrafschaft Hessen-Darmstadt, Oberfürstentum Hessen, Amt Herrschaft Itter[12][13]
- ab 1806: Großherzogtum Hessen,[Anm. 2] Oberfürstentum Hessen, Amt Herrschaft Itter[14]
- ab 1815: Großherzogtum Hessen, Provinz Oberhessen, Amt Herrschaft Itter[15]
- ab 1821: Großherzogtum Hessen, Provinz Oberhessen, Landratsbezirk Vöhl (Trennung von Justiz (Landgericht Vöhl) und Verwaltung)
- ab 1848: Großherzogtum Hessen, Regierungsbezirk Biedenkopf
- ab 1852: Großherzogtum Hessen, Provinz Oberhessen, Kreis Vöhl
- ab 1867: Norddeutscher Bund, Königreich Preußen,[Anm. 3] Provinz Hessen-Nassau, Regierungsbezirk Kassel, Kreis Frankenberg[13]
- ab 1871: Deutsches Reich, Königreich Preußen, Provinz Hessen-Nassau, Regierungsbezirk Kassel, Kreis Frankenberg
- ab 1918: Deutsches Reich, Freistaat Preußen, Provinz Hessen-Nassau, Regierungsbezirk Kassel, Kreis Frankenberg
- ab 1929: Deutsches Reich, Freistaat Preußen, Provinz Hessen-Nassau, Kreis des Eisenbergs
- ab 1942: Deutsches Reich, Provinz Hessen-Nassau, Regierungsbezirk Kassel, Landkreis Waldeck
- ab 1944: Deutsches Reich, Freistaat Preußen, Provinz Kurhessen, Landkreis Waldeck
- ab 1945: Deutsches Reich, Amerikanische Besatzungszone,[Anm. 4] Groß-Hessen, Regierungsbezirk Kassel, Landkreis Waldeck
- ab 1946: Deutsches Reich, Amerikanische Besatzungszone, Hessen, Regierungsbezirk Kassel, Landkreis Waldeck
- ab 1949: Bundesrepublik Deutschland, Hessen, Regierungsbezirk Kassel, Landkreis Waldeck
- ab 1972: Bundesrepublik Deutschland, Hessen, Regierungsbezirk Kassel, Landkreis Waldeck, Gemeinde Diemelsee
- ab 1974: Bundesrepublik Deutschland, Hessen, Regierungsbezirk Kassel, Landkreis Waldeck-Frankenberg, Gemeinde Diemelsee

### Bevölkerung
Einwohnerstruktur 2011
Nach den Erhebungen des Zensus 2011 lebten am Stichtag dem 9. Mai 2011 in Deisfeld 87 Einwohner. Darunter waren keine Ausländer.
Nach dem Lebensalter waren 16 Einwohner unter 18 Jahren, 33 waren zwischen 18 und 49, 15 zwischen 50 und 64 und 18 Einwohner waren älter. Die Einwohner lebten in 36 Haushalten. Davon waren 9 Singlehaushalte, 12 Paare ohne Kinder und 15 Paare mit Kindern, sowie 3 Alleinerziehende und keine Wohngemeinschaften. In 6 Haushalten lebten ausschließlich Senioren und in 24 Haushaltungen leben keine Senioren.
Einwohnerentwicklung
 Quelle: Historisches Ortslexikon
- 1585: 16 Haushaltungen
- 1742: 14 Haushaltungen
- 1791: 89 Einwohner[17]
- 1800: 114 Einwohner[18]
- 1806: 118 Einwohner, 16 Häuser[14]
- 1829: 116 Einwohner, 16 Häuser[19]

| Deisfeld: Einwohnerzahlen von 1791 bis 2020 | Deisfeld: Einwohnerzahlen von 1791 bis 2020 | Deisfeld: Einwohnerzahlen von 1791 bis 2020 | Deisfeld: Einwohnerzahlen von 1791 bis 2020 | Deisfeld: Einwohnerzahlen von 1791 bis 2020 |
| --- | ------------------------------------------- | ------------------------------------------- | ------------------------------------------- | ------------------------------------------- |
| Jahr |                                             |                                             |                                             | Einwohner                                   |
| 1791 | 1791                                        |                                             | 89                                          | 89                                          |
| 1800 | 1800                                        |                                             | 114                                         | 114                                         |
| 1806 | 1806                                        |                                             | 118                                         | 118                                         |
| 1829 | 1829                                        |                                             | 116                                         | 116                                         |
| 1834 | 1834                                        |                                             | 108                                         | 108                                         |
| 1840 | 1840                                        |                                             | 103                                         | 103                                         |
| 1846 | 1846                                        |                                             | 102                                         | 102                                         |
| 1852 | 1852                                        |                                             | 110                                         | 110                                         |
| 1858 | 1858                                        |                                             | 127                                         | 127                                         |
| 1864 | 1864                                        |                                             | 133                                         | 133                                         |
| 1871 | 1871                                        |                                             | 132                                         | 132                                         |
| 1875 | 1875                                        |                                             | 134                                         | 134                                         |
| 1885 | 1885                                        |                                             | 144                                         | 144                                         |
| 1895 | 1895                                        |                                             | 127                                         | 127                                         |
| 1905 | 1905                                        |                                             | 125                                         | 125                                         |
| 1910 | 1910                                        |                                             | 129                                         | 129                                         |
| 1925 | 1925                                        |                                             | 135                                         | 135                                         |
| 1939 | 1939                                        |                                             | 112                                         | 112                                         |
| 1946 | 1946                                        |                                             | 189                                         | 189                                         |
| 1950 | 1950                                        |                                             | 157                                         | 157                                         |
| 1956 | 1956                                        |                                             | 133                                         | 133                                         |
| 1961 | 1961                                        |                                             | 112                                         | 112                                         |
| 1967 | 1967                                        |                                             | 113                                         | 113                                         |
| 1980 | 1980                                        |                                             | ?                                           | ?                                           |
| 1990 | 1990                                        |                                             | ?                                           | ?                                           |
| 2001 | 2001                                        |                                             | 93                                          | 93                                          |
| 2011 | 2011                                        |                                             | 87                                          | 87                                          |
| 2015 | 2015                                        |                                             | 85                                          | 85                                          |
| 2020 | 2020                                        |                                             | 77                                          | 77                                          |
| Datenquelle: Historisches Gemeindeverzeichnis für Hessen: Die Bevölkerung der Gemeinden 1834 bis 1967. Wiesbaden: Hessisches Statistisches Landesamt, 1968. Weitere Quellen: LAGIS; Gemeinde Diemelsee; Zensus 2011 |                                             |                                             |                                             |                                             |

Religionszugehörigkeit
| • 1829: | 116 evangelische (= 100 %) Einwohner                             |
| • 1961: | 107 evangelische (= 95,54 %), 5 katholische (= 4,46 %) Einwohner |

## Kultur und Sehenswürdigkeiten
Das gemeinschaftlich, kulturelle Leben von Deisfeld spielt sich vorwiegend örtlichen Dorfgemeinschaftshaus ab. Sehenswürdig sind der Ortskern und Überreste der ehemaligen Burg.
- Burg Deisfeld ist eine abgegangene Höhenburg.